# われらサラリーマン党
『われらサラリーマン党』（われらサラリーマンとう）は、1970年10月7日から1971年3月31日までフジテレビで放送されていたテレビアニメである。全26話。放送時間は毎週水曜 21:56 - 22:00 （日本標準時）。

## 概要
『サラリーマンミニミニ作戦』に続いてピー・プロダクションが制作した、社会人向けのミニアニメ第2弾。人形アニメであった『ミニミニ作戦』に対し、本作はセルアニメとなっていた。漫画家の鈴木義司が原作を担当しており、本作は鈴木が制作に携わった唯一のテレビアニメとなっている。

## スタッフ
- 原作 - 鈴木義司
- 作画監督 - 中島清、野崎和夫
- 演出 - 鴬巣富雄（うしおそうじ）
- 制作 - フジテレビ、ピー・プロダクション